# Wiesław Turno
Wiesław Turno (ur. w 1953 w Końskich) – polski artysta fotograf. Członek Związku Polskich Artystów Fotografików. Członek Komisji Rewizyjnej Okręgu Świętokrzyskiego ZPAF.

## Życiorys
W latach 1998–2002 był prezesem Okręgu Świętokrzyskiego Związku Polskich Artystów Fotografików w Kielcach. W latach 1988–2002 był członkiem „Grupy Fotograficznej 13”, przy Okręgu Świętokrzyskim ZPAF. Jest członkiem Radomskiego Towarzystwa Fotograficznego, założycielem Klubu Fotograficznego „Atut”, przy Koneckiej Spółdzielni Mieszkaniowej. W latach 1993–1994 był fotoreporterem w „Gazecie Koneckiej”. W latach 2008–2011 był członkiem Rady Artystycznej przy Zarządzie Głównym Związku Polskich Artystów Fotografików w Warszawie.
Wiesław Turno publikował swoje prace w albumach: (m.in.) „Mistrzowie Polskiego Pejzażu” (2000), „Sztuka Ziemi Kieleckiej” (1997), „Radomskie Sacrum”, „Końskie na dawnej fotografii”, “Końskie – zarys dziejów”, “Przewodnik po Ziemi Koneckiej” (2005). Jest autorem ponad 30 wystaw indywidualnych i współautorem ponad 100 wystaw zbiorowych. Większość prac artystycznych wykonuje w technice „gumy”.
Jest przewodniczącym i członkiem jury w wielu konkursach fotograficznych. Prowadzi i uczestniczy w warsztatach szlachetnych technik fotograficznych. Jest organizatorem, współorganizatorem i uczestnikiem plenerów fotograficznych. Fotografuje krajobraz, architekturę, martwą naturę, sceny rodzajowe.
Ulubioną techniką Wiesława Turno jest „guma chromianowa”. Jest laureatem nagrody burmistrza Końskich – „Konecka Glorietta”, w kategorii: „Kultura”. Jest pomysłodawcą i współautorem zdjęć do albumu: „Mistrzowie Polskiego Krajobrazu”.

## Odznaczenia
- Medal 150-lecia Fotografii (1989)[1]
- Odznaka „Zasłużony Działacz Kultury” (2002)[1]
- Medal Muzeum Regionalnego PTTK[38]

## Publikacje
- Dariusz Kowalczyk, Krzysztof Kowalski, Jolanta Milczarek, Mariola Nowak, Justyna Soja-Sadowska, Wiesław Turno, Magdalena Weber, Urząd Miasta: Okolice Końskich. Urząd Miasta i Gminy w Końskich, 2001. OCLC 1241621602. Brak numerów stron w książce
- Dariusz Kowalczyk, Krzysztof Kowalski, Jolanta Milczarek, Mariola Nowak, Justyna Soja-Sadowska, Wiesław Turno, Magdalena Weber, Urząd Miasta: Spacerem po Końskich. Urząd Miasta i Gminy w Końskich, 2001. OCLC 1241590801. Brak numerów stron w książce
- Wiesław Turno: Wiesław Turno: Gumografia. Centrum Kultury "Browar B", 2019. Brak numerów stron w książce
- Paweł Pierściński, Jerzy Piątek, Wiesław Turno: Mistrzowie polskiego pejzażu: almanach fotograficzny. Kielce: Związek Polskich Artystów Fotografików. Okręg Świętokrzyski, 2000. ISBN 8391381324. OCLC 749301676. Brak numerów stron w książce